# Johann Friedrich Schmid (Mediziner)
Johann Friedrich Schmid (* 21. Januar 1850 in Meikirch; † 17. Februar 1916 in Bern) war ein Schweizer Mediziner und erster Direktor des Eidgenössischen Gesundheitsamtes.

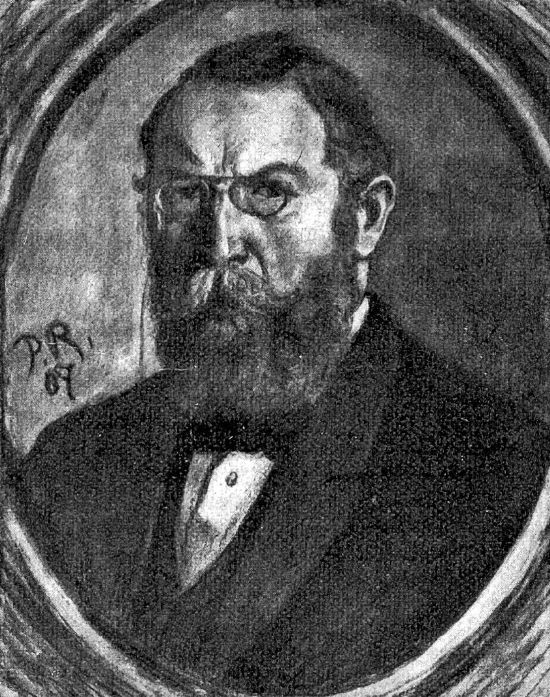
Johann Friedrich Schmid

## Leben und Werk
Schmid war der Sohn des Landwirts Christian und der Anna, geborene Rätz. Nach absolvierter Schulzeit studierte er an der Universität Bern Medizin. Nach seiner Promotion im Jahr 1874 unternahm er Studienreisen nach Berlin, Prag, Leipzig und Strassburg. Anschliessend praktizierte er in Lotzwil und Rüthi. 1876 erhielt er für seine Dissertation die Haller-Medaille.
Von 1876 bis 1889 praktizierte und lebte Schmid in Altstätten. Er war Physikatsadjunkt des Bezirks Oberrheintal und von 1885 bis 1889 Mitglied des St. Gallischen Sanitätsrates.
1889 erfolgte Schmids Wahl zum ersten eidgenössischen Gesundheitssekretär und Sanitätsreferenten des Schweizerischen Bundesrats. Von 1893 bis zu seinem Tod war er Direktor des neu geschaffenen Eidgenössischen Gesundheitsamtes. Er war u. a. verantwortlich für die Schutzmassnahmen gegen die grassierende Cholera in den Jahren 1892/1893 und seit 1896 gegen die Einschleppung der Pest. Er war Präsident der Schweizerischen Zentralkommission zur Tuberkulosebekämpfung.
Schmid veröffentlichte zahlreiche Publikationen, u. a. zur öffentlichen Gesundheit und Tuberkulose-Bekämpfung. Er war mit Carolina Hedwig Troost verheiratet.

## Ehrungen
Für seine Verdienste wurde Schmid von der internationalen Kommission zur Bekämpfung der Tuberkulose vom Verein schweizerischer analytischer Chemiker sowie vom Schweizerischen Apothekerverein zum Ehrenmitglied ernannt.